# Za Pravo, Čast i Slobodu Crne Gore
Za Pravo, Čast i Slobodu je općenito slogan pod kojim su Crnogorci od 1918. vodili oružanu, diplomatsku i političku borbu za obnovu crnogorske države koja je nasilno pripojena Kraljevini SHS, odnosno, jugoslavenskoj državi.
S tim je sloganom i otpočela oružana Božićna pobuna. 
- Krsto Popović, brigadir
- Savo Raspopović, komitski vojvoda
- Radomir Vešović, general
- Milutin Vučinić, general

Crnogorska vojska, koja se potom koncentrirala u vojarnama u Italiji, također je definirala svoje ciljeve kao borbu Za Pravo, Čast i Slobodu Crne Gore. 
Državno crnogorsko odličje Spomenica Božićne pobune, ustanovljeno 1920. godine, s dva zlatna mača koso ukrštena i obavijena lovorovim vijencem, na licu je imala datum 21.XII 1918. (dan izbijanja Božićne pobune), a na naličju tekst: Za Pravo, Čast i Slobodu Crne Gore (izrađene u seriji od 2.000 komada).
- Tijela 1923. kod Nikšića ubijenih crnogorskih komita: P. Zvicera, R. Bigovića, M. Raspopovića, M. Bašovića, S. Raspopovića
- Todor Dulović, crnogorski major, među prvima se uključio u oružanu borbu protiv Srba, koji su ga 1923. i ubili
- Šćepan Mijušković, bojnik, zvjerski mučen i ubijen 1924. kod Nikšića
- Crnogorski komiti masakrirani 1924. kod Nikšića: B. Vučić, I. Lakićević, M. Miljanić

Slogan Za Pravo, Čast i Slobodu Crne Gore su tijekom narednih desetljeća preuzele generacije Crnogoraca koje su stremile obnovi nezavisnosti.

## Borci Za Pravo, Čast i Slobodu
- Nikola Petanović, crnogorski publicist
- Anto Gvozdenović, general
- Dr. Sekula Drljević, političar i publicist

Poznatiji vojni, diplomatski i politički borci Za Pravo, Čast i Slobodu Crne Gore do 1941. su bili (abecedni red):
Mihailo Adžić, Milutin Bašović, Ivan Bulatović, Radoš i Drago Bulatović, Sekula Drljević, Todor Dulović, Savo Čelebić, Anto Gvozdenović, Mihailo Ivanović, Ilija Lakićević, Savić Marković Štedimlija, Milivoje Matović, Šćepan Mijušković, Nikola Petanović, Milo Petrović, Božo Petrović, Jovan Plamenac, Krsto Popović, Vladimir Popović, Novica Radović, Milan Rakočević, Savo Raspopović, Pero Šoć, Radomir Vešović, Marko Vučeraković, Milutin Vučinić, Savo Vuletić, Petar Zvicer...

### Zapovjedni lanac Crnogorske kraljevske vojske u Italiji
Glavni stožer Crnogorske vojske
- Načelnik brigadir Andrija Raičević, Alaj-barjaktar major Marko Popović, zapovjednik Narodne garde (vojna policija) major Dušan Vuković, ađutant major Ibro Bulatović, ordonans časnici: poručnik Svetozar Plamenac, poručnik Veljko Petrović, poručnik Pero Đukanović, potporučnik Andrija Vučinić, potporučnik Dušan Krivokapić.

Sastav Stožera
- Načelnik opće-vojnog odjeljenja major Božo Marković, Načelnik operativnog odjeljenja stožera major Krsto Popović, Načelnik artijerije i svih ubojnih sredstava major Milan Kraljević (pomoćnik kapetan Filip Živanović), Načelnik vojno-sudskog odjeljenja major Mihailo Plamenac, Načelnik prometa major Krsto Martinović (pomoćnici: za brzojav i poštu kapetan Marko Kusovac, za inženjeriju kapetan Šaleta Ivanović), Načelnik promidžbe rezervni časnik Novica Radović, Načelnik press-biroa r. časnik Savo Petrović (pomoćnik r.časnik Labud Tatar), Glavni skrbnik r.časnik Stanko Marković (pomoćnici r.časnik Marko Matanović, r.časnik Luka Pekić, glavni tajnik r.časnik Milo Lekić), Načelnik Administrativnoga odjeljenja r.časnik Dragutin Radović (pomoćnici r.časnik Savo Nikač i r.časnik Lazo Leković), kapelan pop Ilija Kapičić.

- Časnici Crnogorske kraljevske vojske, Italija 1920.
- Crnogorski vojnici u Gaeti
- 3. bataljun Crnogorske kraljevske vojske u egzilu

- Prvi bataljon, zapovjednik major Pero Vuković, barjaktar kapetan Ivan Plamenac
- 1.pješačka četa, zapovjednik major Stevo Vučinić
- 2.pješačka četa. zapovjednik major Risto Hajduković
- 3.pješačka četa, zapovjednik major Radovan Savović
- 4.topnička baterija, zapovjednik major Blažo Marićević

- Drugi bataljon, zapovjednik major Blagota Martinović, barjaktar major Milo Pavlović, ađutant poručnik Stevan Đurišić
- 1.pješačka četa, zapovjednik major Jovan Vuković
- 2.pješačka četa, zapovjednik major Andrija Dragutinović
- 3.pješačka četa, zapovjednik Mihailo Bulatović
- 4.mitraljeska četa, zapovjednik major Niko Kašćelan
- 5.mitraljeska četa, zapovjednik major Blažo Vukašinović

- Treći bataljon, zapovjednik major Stevan Pavlović, barjaktar kapetan Boško Golubović, ađutant potporučnik Pavle Drecun
- 1.pješačka četa, zapovjednik major Đukan Vukmanović
- 2.pješačka leta, zapovjednik major Dušan Vuković
- 3.pješačka četa, zapovjednik major Luka Jovanović
- 4.topnička baterija, zapovjednik major Milo Petranović
- 5.mitraljeska četa, zapovjednik major Tomaš Grujović

- Četvrti bataljon, zapovjednik major Vlado Zimonjić, barjaktar kapetan Mirko Tepavčević, ađutant poručnik Krsto Nikaljević
- 1.pješačka četa, zapovjednik major Danilo Radović
- 2.pješačka četa, zapovjednik potporučnik Mihailo Boljanović
- 3.pješačka četa, zapovjednik major Joko Popović
- 4.topnička baterija, zapovjednik Filip Živanović
- 5.mitraljeska četa, zapovjednik kapetan Novica Abramović

Na raspolaganju Glavnom stožeru Crnogorske vojske kolovoza 1920. bili su časnici: major Petar Gvozdenović, major Simo Čukić, major Petar M. Lekić, major Milo Martinović, major Petar V. Lekić, major Vojin Lazović, major Đuro Ivović, major Stevo Pavlović, major Joko Martinović.

## Bilješka
1. ↑  Činovi i ostale vojne nominacije su dati u originalu

## Vanjske poveznice
- O oružanoj borbi Za Pravo, Čast i Slobodu Crne Gore

- Podizanje spomenika/obeliska u Bajicama, u povodu obljetnice 90. godina Božićnog ustanka, posvećenom borcima Za Pravo, Čast i Slobodu Crne Gore  Arhivirana inačica izvorne stranice od 27. svibnja 2009. (Wayback Machine)